# Loma de Caballo
Loma de Caballo är en ort i Mexiko.   Den ligger i kommunen Ixhuatán och delstaten Chiapas, i den sydöstra delen av landet, 700 km öster om huvudstaden Mexico City. Loma de Caballo ligger 1 473 meter över havet och antalet invånare är 180.
Terrängen runt Loma de Caballo är bergig åt nordost, men åt sydväst är den kuperad. Loma de Caballo ligger uppe på en höjd. Runt Loma de Caballo är det ganska tätbefolkat, med 90 invånare per kvadratkilometer. Närmaste större samhälle är Tapilula, 7,4 km sydost om Loma de Caballo. I omgivningarna runt Loma de Caballo växer i huvudsak städsegrön lövskog.